# Dragu (gmina)
Dragu – gmina w Rumunii, w okręgu Sălaj. Obejmuje miejscowości Adalin, Dragu, Fântânele, Ugruțiu i Voivodeni. W 2011 roku liczyła 1427 mieszkańców.